# Pièce d'un demi-cent de dollar américain
La pièce de 1⁄2 cent de dollar américain est la plus petite dénomination de pièce de monnaie américaine jamais frappée. Elle a été frappée pour la première fois en 1793 et pour la dernière fois en 1857. Elle existe avec cinq motifs différents.

## Histoire
Autorisée pour la première fois par le Coinage Act de 1792 le 2 avril 1792, la pièce a été produite aux États-Unis de 1793 à 1857. La pièce d'un demi-centime était faite de cuivre à 100 % et était évaluée à cinq millimes, soit un deux centième de dollar. Elle était légèrement plus petite qu'une pièce de 25 cents américaine moderne, avec des diamètres de 22 mm (1793), 23,5 mm (1794-1836) et 23 mm (1840-1857). Le monnayage a été abandonné par la loi sur le monnayage du 21 février 1857. Elles étaient toutes produites à la Monnaie de Philadelphie.

## Dessins
Il existe plusieurs types de demi-centimes différents :
| Pièce                     | Avers et revers | Années d'émission | Conception |
| ------------------------- | --------------- | ----------------- | --- |
| Liberty Cap (en) (gauche) |                 | 1793              | Conçue/gravée par Henry Voigt (en).                                                                              |
| Liberty Cap (droite)      |                 | 1794 à 1797       | Grande tête dessinée par Robert Scot, petite tête dessinée par Scot et John Gardner, gravée par Robert Scot.     |
| Draped Bust (en)          |                 | 1800 à 1808       | Avers dessiné par Gilbert Stuart et Robert Scot, revers dessiné par Scot et John Gardner, gravé par Robert Scot. |
| Classic Head (en)         |                 | 1809 à 1836       | Conçue/gravée par John Reich.                                                                                    |
| Braided Head (en)         |                 | 1840 à 1857       | Dessiné par Christian Gobrecht.                                                                                  |

Il n'y a de différent sur aucune des pièces, elles sont toutes frappées à la Monnaie de Philadelphie et les bords sont unis sur la plupart des demi-cents. Sur les pièces de 1793, 1794 et quelques-unes de 1795, ainsi que sur une variété de la pièce de 1797, il était écrit TWO HUNDRED FOR A DOLLAR et une autre variété de 1797 avait une tranche fraisée.